# Santa Lucía, Jalpa de Méndez
Santa Lucía är en ort i Mexiko.   Den ligger i kommunen Jalpa de Méndez och delstaten Tabasco, i den sydöstra delen av landet, 700 km öster om huvudstaden Mexico City. Santa Lucía ligger 13 meter över havet och antalet invånare är 979.
Terrängen runt Santa Lucía är mycket platt. Runt Santa Lucía är det ganska tätbefolkat, med 160 invånare per kvadratkilometer. Närmaste större samhälle är Cunduacán, 8,1 km sydväst om Santa Lucía. Trakten runt Santa Lucía består till största delen av jordbruksmark.